# 푸페 완전열
호모토피 이론에서 푸페 완전열(Puppe完全列, 영어: Puppe exact sequence)은 어떤 연속 함수로부터 유도되는 긴 완전열이다.

## 정의
두 점을 가진 공간
{\displaystyle (X,\bullet _{X})}
{\displaystyle (Y,\bullet _{Y})}
사이의, 점을 보존하는 연속 함수
{\displaystyle f\colon X\to Y}
가 주어졌다고 하자. 그렇다면, 그 사상뿔
{\displaystyle \mathrm {C} f={\frac {X\times \mathbb {I} \sqcup Y}{\sim }}}
{\displaystyle (x,0)\sim (x',0)\qquad \forall x,x'\in X}
{\displaystyle (x,1)\sim f(x)\qquad \forall x\in X}
{\displaystyle \bullet _{\mathrm {C} f}=[(\bullet _{X},1)]_{\sim }=[\bullet _{Y}]_{\sim }}
과 사상올
{\displaystyle \mathrm {M} f=\left\{(x,\gamma )\in X\times \hom _{\bullet }(\mathbb {I} ,Y)\colon \gamma (1)=f(x)\right\}}
{\displaystyle \bullet _{\mathrm {M} f}=(\bullet _{X},(t\mapsto \bullet _{Y}))}
을 정의할 수 있다. (여기서 {\displaystyle \mathbb {I} =([0,1],0)}은 밑점 0을 가진 닫힌구간이다.) 만약 {\displaystyle f}가 올뭉치라면 사상올은 그 올과 호모토피 동치이며, 만약 {\displaystyle f}가 쌍대올뭉치라면 사상뿔은 그 쌍대올과 호모토피 동치이다.
이에 따라, 두 호모토피 짧은 완전열
{\displaystyle \bullet \to \mathrm {M} f\to X\to Y\to \bullet }
{\displaystyle \bullet \to X\to Y\to \mathrm {C} f\to \bullet }
을 정의할 수 있다. 즉, 합성 사상
{\displaystyle \mathrm {M} f\to Y}
{\displaystyle (x,\gamma )\mapsto \gamma (1)}
은 상수 함수 {\displaystyle (x,\gamma )\mapsto \bullet _{Y}}와 호모토픽하며, 합성 사상
{\displaystyle X\to \operatorname {C} f}
{\displaystyle x\mapsto [(x,1)]}
역시 상수 함수와 호모토픽하다.
또한, 축소 고리 공간의 포함 관계
{\displaystyle \Omega Y\hookrightarrow \mathrm {M} f}
{\displaystyle \gamma \mapsto (\bullet _{X},\gamma )}
와 축소 현수로의 몫 관계
{\displaystyle \mathrm {C} f\twoheadrightarrow \Sigma X}
{\displaystyle (x,t)\mapsto [(x,t)]\qquad \forall (x,t)\in X\times \mathbb {I} }
{\displaystyle y\mapsto \bullet _{\Sigma X}\qquad \forall y\in Y}
를 사용하여, 더 긴 열
{\displaystyle \Omega Y\to \mathrm {M} f\to X\to Y}
{\displaystyle X\to Y\to \mathrm {C} f\to \Sigma X}
을 정의할 수 있다. 이제, 축소 고리 공간과 축소 현수의 함자성을 통해 열
{\displaystyle \Omega X\,{\xrightarrow {\Omega f}}\,\Omega Y\hookrightarrow \mathrm {M} f\to X\,{\xrightarrow {f}}\,Y}
{\displaystyle X\,{\xrightarrow {f}}\,Y\to \mathrm {C} f\twoheadrightarrow \Sigma X\,{\xrightarrow {\Sigma f}}\,\Sigma Y}
을 정의할 수 있으며, 이 역시 완전열임을 보일 수 있다. 또한,
{\displaystyle \Sigma \mathrm {C} f\simeq \mathrm {C} \Sigma f}
{\displaystyle \Omega \mathrm {M} f\simeq \mathrm {M} \Omega f}
가 성립한다. 따라서, 이 과정을 반복하여 무한히 긴 호모토피 완전열
{\displaystyle \dotsb \to \Omega ^{2}\mathrm {M} f\to \Omega ^{2}X\to \Omega ^{2}Y\to \Omega \mathrm {M} f\to \Omega X\to \Omega Y\to \mathrm {M} f\to X\to Y}
{\displaystyle X\to Y\to \mathrm {C} f\to \Sigma X\to \Sigma Y\to \Sigma \mathrm {C} f\to \Sigma ^{2}X\to \Sigma ^{2}Y\to \Sigma ^{2}\mathrm {C} f\to \dotsb }
을 정의할 수 있다. (여기서 ‘호모토피 완전열’이란 두 사상의 합성이 밑점으로의 상수 함수와 호모토픽함을 뜻한다.) 이를 푸페 완전열이라고 한다.

## 예
푸페 완전열
{\displaystyle \dotsb \to \Omega ^{2}\mathrm {M} f\to \Omega ^{2}X\to \Omega ^{2}Y\to \Omega \mathrm {M} f\to \Omega X\to \Omega Y\to \mathrm {M} f\to X\to Y}
에서, 성분별 0차 호모토피 군을 취하자. {\displaystyle \pi _{n}(X)=\pi _{0}(\Omega ^{n}X)}를 사용하면, 이는 군의 완전열
{\displaystyle \dotsb \to \pi _{2}(\mathrm {M} f)\to \pi _{2}(X)\to \pi _{2}(Y)\to \pi _{1}(\mathrm {M} f)\to \pi _{1}(X)\to \pi _{1}(Y)\to \pi _{0}(\mathrm {M} f)\to \pi _{0}(X)\to \pi _{0}(Y)}
을 얻는다. (물론, {\displaystyle \pi _{0}}에 대한 마지막 항들은 일반적으로 군이 아니다.)
특히, {\displaystyle X}가 {\displaystyle Y}의 (점을 공유하는) 부분 공간이라고 하자. 그렇다면, 이 경우 사상올
{\displaystyle \mathrm {M} f=\{\gamma \in \hom _{\bullet }(\mathbb {I} ,Y)\colon \gamma (1)\in X\}}
의 호모토피 군이 상대 호모토피 군과 동형임을 보일 수 있다.
{\displaystyle \pi _{n}(\mathrm {M} f)\cong \pi _{n+1}(Y,X)}
즉, 이 경우 푸페 완전열은 상대 호모토피 완전열
{\displaystyle \dotsb \to \pi _{3}(Y,X)\to \pi _{2}(X)\to \pi _{2}(Y)\to \pi _{2}(Y,X)\to \pi _{1}(X)\to \pi _{1}(Y)\to \pi _{1}(Y,X)\to \pi _{0}(X)\to \pi _{0}(Y)}
과 같다.

## 역사
디터 푸페가 도입하였다.